# Förstakammarvalet i Sverige 1877
Förstakammarvalet i Sverige 1877 var ett val i Sverige. Valet utfördes av landstingen och i de städer som inte hade något landsting utfördes valet av stadsfullmäktige. 1877 fanns det totalt 866 valmän, varav 860 deltog i valet.
I Kopparbergs läns valkrets och Gävleborgs läns valkrets ägde valet rum den 17 september. I Uppsala läns valkrets, Södermanlands läns valkrets, Jönköpings läns valkrets, halva Kronobergs läns valkrets, halva Älvsborgs läns valkrets, Skaraborgs läns valkrets, Värmlands läns valkrets och Västernorrlands läns valkrets ägde valet rum den 18 september. I andra halvorna av Kronobergs läns valkrets och Älvsborgs läns valkrets ägde valet rum den 19 september. I Blekinge läns valkrets, Kristianstads läns valkrets, Malmöhus läns valkrets och Västmanlands läns valkrets ägde valet den rum 25 september. i Kalmar läns norra valkrets och Kopparbergs läns valkrets ägde valet rum den 26 september.

## Invalda riksdagsmän
Uppsala läns valkrets:
- Fredrik Georg Afzelius

Södermanlands läns valkrets:
- Axel Mörner

Jönköpings läns valkrets:
- Frans Albert Anderson

Kronobergs läns valkrets:
- Carl Johan Thyselius
- Jöns Pehrsson, Lmp:s filial

Kalmar läns norra valkrets:
- Gustaf de Maré

Blekinge läns valkrets:
- Wilhelm Lothigius
- Adolf Rappe

Kristianstads läns valkrets:
- Fredrik Barnekow, skån
- Gösta Posse, Lmp:s filial

Malmöhus läns valkrets:
- Christoffer Olsson i Eskilstorp
- Carl Hochschild, skån

Älvsborgs läns valkrets:
- Rudolf Klinckowström, Lmp:s filial
- Nils Sandberg

Skaraborgs läns valkrets:
- Sven Littorin
- Nils Fock

Värmlands läns valkrets:
- Rudolf Adlersparre

Västmanlands läns valkrets:
- Johan Mallmin

Kopparbergs läns valkrets:
- Erik Mauritz Sundell

Gävleborgs läns valkrets:
- Wilhelm von Rehausen
- Wilhelm Fogelmarck

Västernorrlands läns valkrets:
- Gustaf Fritiof Cawallin